# Get Shorty (serie televisiva)
Get Shorty è una serie televisiva statunitense creata da Davey Holmes e basata sul romanzo La scorciatoia (Get Shorty) di Elmore Leonard.
La serie è stata trasmessa per la prima volta negli Stati Uniti su Epix il 13 agosto 2017. Il 23 agosto 2017, la serie è stata rinnovata per una seconda stagione e, successivamente, per una terza. In Italia le prime due stagioni sono state distribuite sul servizio in streaming TIMvision dal 22 febbraio 2018 al 2019 mentre la terza sul channel MGM+ di Prime Video e Mediaset Infinity nel 2023.

## Trama
Miles Daly è un sicario che sceglie di lasciarsi il mondo criminale alle spalle e di cambiare vita per il bene di sua figlia, trasferendosi a Los Angeles. Qui l’uomo prova ad introdursi nel mondo cinematografico entrando in affari con Rick Moreweather, un produttore caduto in rovina, e riciclando denaro dalla produzione dei film hollywoodiani insieme al suo complice Louis.
Ma il passato da criminale e i suoi lati oscuri tornano a far visita nella vita di Miles quando la scelta della potenziale vittima ricade su uno sceneggiatore di Hollywood.

## Episodi
| Stagione         | Episodi | Prima TV USA | Pubblicazione Italia |
| ---------------- | ------- | ------------ | -------------------- |
| Prima stagione   | 10      | 2017         | 2018                 |
| Seconda stagione | 10      | 2018         | 2019                 |
| Terza stagione   | 7       | 2019         | 2023                 |

## Personaggi e interpreti

### Principali
- Miles Daly (stagione 1-in corso), interpretato da Chris O'Dowd, doppiato da Francesco Pezzulli.
- Rick Moreweather (stagione 1-in corso), interpretato da Ray Romano, doppiato da Stefano Benassi.
- Louis (stagione 1-in corso), interpretato da Sean Bridgers, doppiato da Stefano Thermes.
- Emma Daly (stagione 1-in corso), interpretata da Carolyn Dodd, doppiata da Arianna Vignoli.
- Amara De Escalones (stagione 1-in corso), interpretata da Lidia Porto, doppiata da Rita Baldini.
- Yago (stagione 1-in corso), interpretato da Goya Robles, doppiato da Edoardo Stoppacciaro.
- April Quinn (stagione 1-in corso), interpretata da Megan Stevenson, doppiata da Letizia Ciampa.
- Katie Daly (stagione 1-in corso), interpretata da Lucy Walters, doppiata da Angela Brusa.
- Gladys (stagione 2-in corso; ricorrente stagione 1), interpretata da Sarah Stiles, doppiata da Gemma Donati.

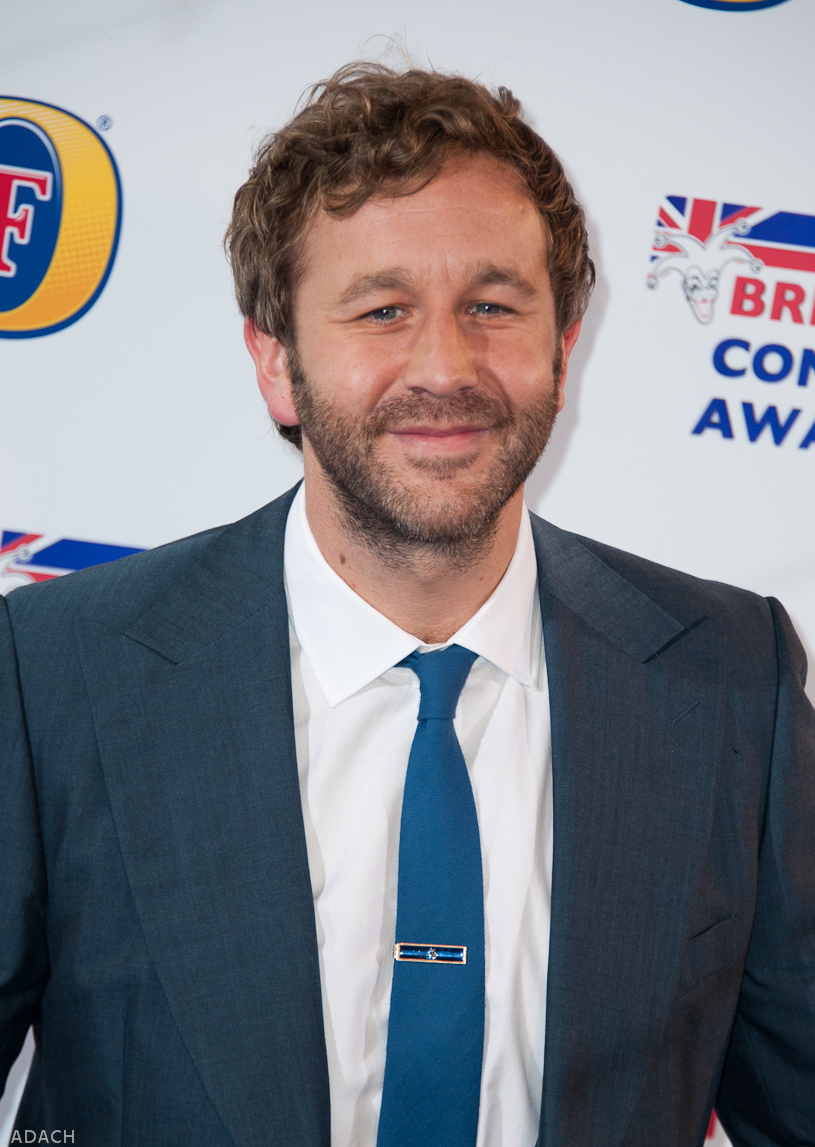
Chris O'Dowd
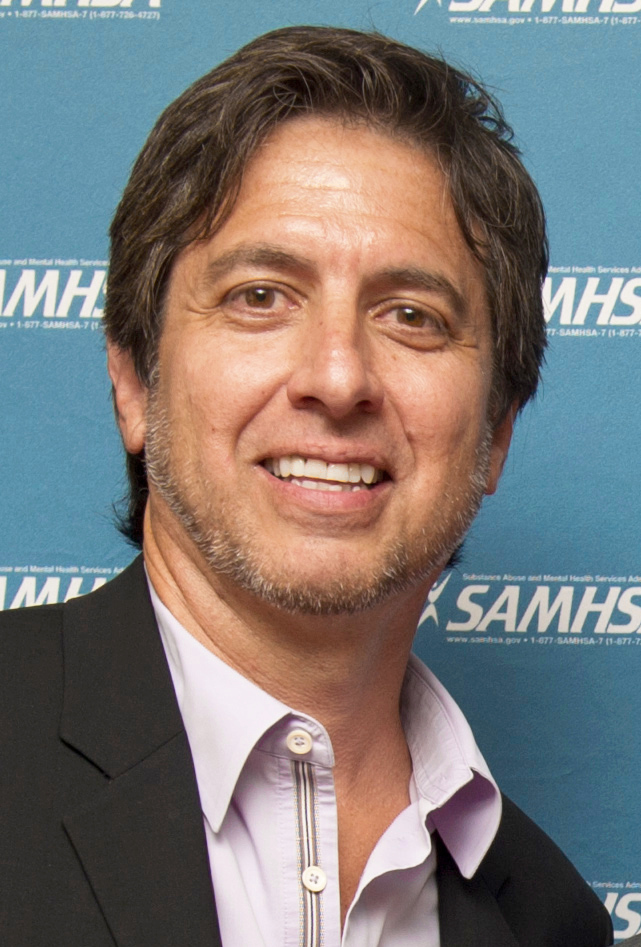
Ray Romano

### Ricorrenti
- Ed (stagione 1-in corso), interpretato da Isaac Keys, doppiato da Massimo Bitossi.
- Bliz (stagione 1-in corso), interpretato da Sasha Feldman, doppiato da Alessio Puccio.
- Clipper (stagione 1-in corso), interpretato da Ryan Begay, doppiato da Fausto Tognini.
- Nathan Hill (stagione 1-in corso), interpretato da Billy Magnussen, doppiato da Simone Crisari.
- George (stagione 1-in corso), interpretato da Bruce McIntosh, doppiato da Toni Garrani.
- Hafdis Snaejornsson (stagione 1-in corso), interpretato da Peter Stormare, doppiato da Angelo Nicotra.
- Jeffrey (stagione 1-in corso), interpretato da Kristoffer Polaha, doppiato da Francesco De Francesco.
- Brandon Fisher (stagione 1-in corso), interpretato da Phil LaMarr, doppiato da Angelo Maggi.
- Lyle (stagione 1-in corso), interpretato da Antwon Tanner, doppiato da Leonardo Graziano.
- Ross (stagione 1-in corso), interpretato da Bryan Lugo, doppiato da Giuseppe Ippoliti.
- Clara Dillard (stagione 2-in corso), interpretata da Felicity Huffman.
- Lila Llambias, interpretata da Sonya Walger, doppiata da Sabrina Duranti.
- Agente Ken Stevenson, interpretato da Andrew Leeds, doppiato da Marco Vivio.
- Jinny, interpretata da Amy Seimetz, doppiata da Giuppy Izzo.
- David, interpretato da Alex Sawyer, doppiato da Alessandro Campaiola.

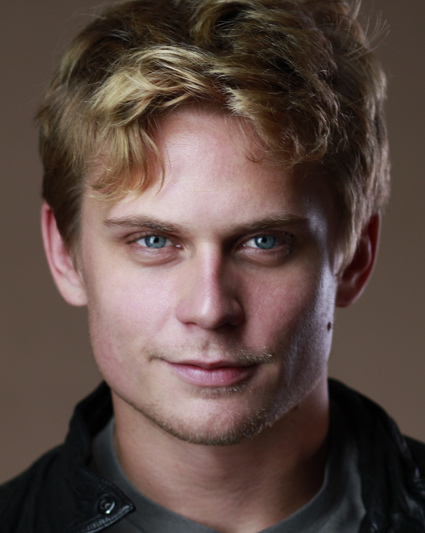
Billy Magnussen
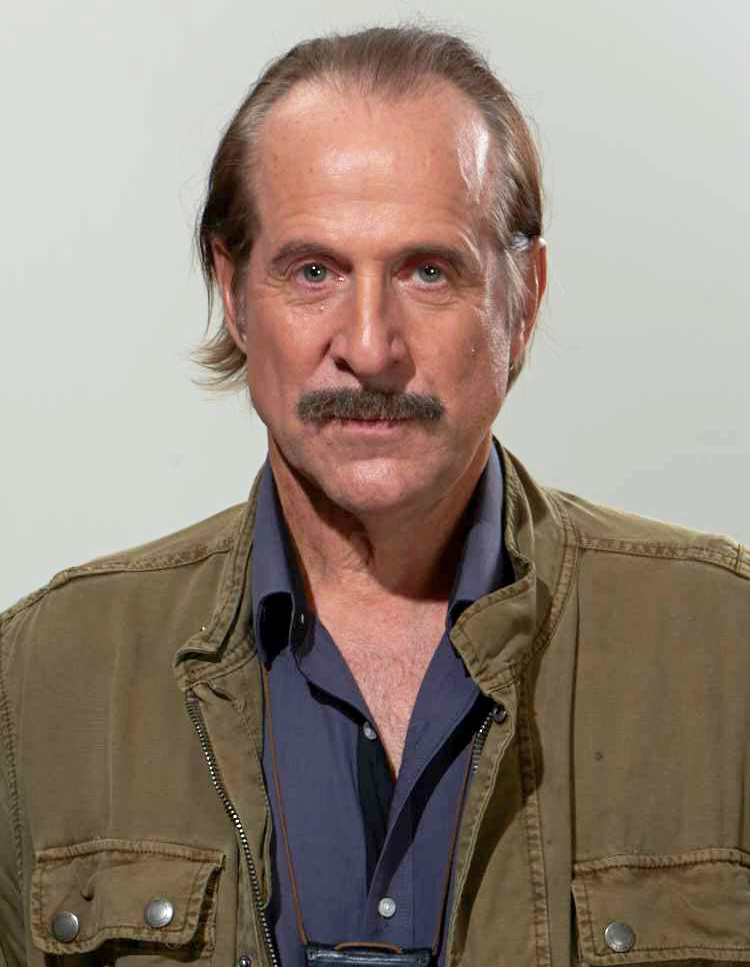
Peter Stormare
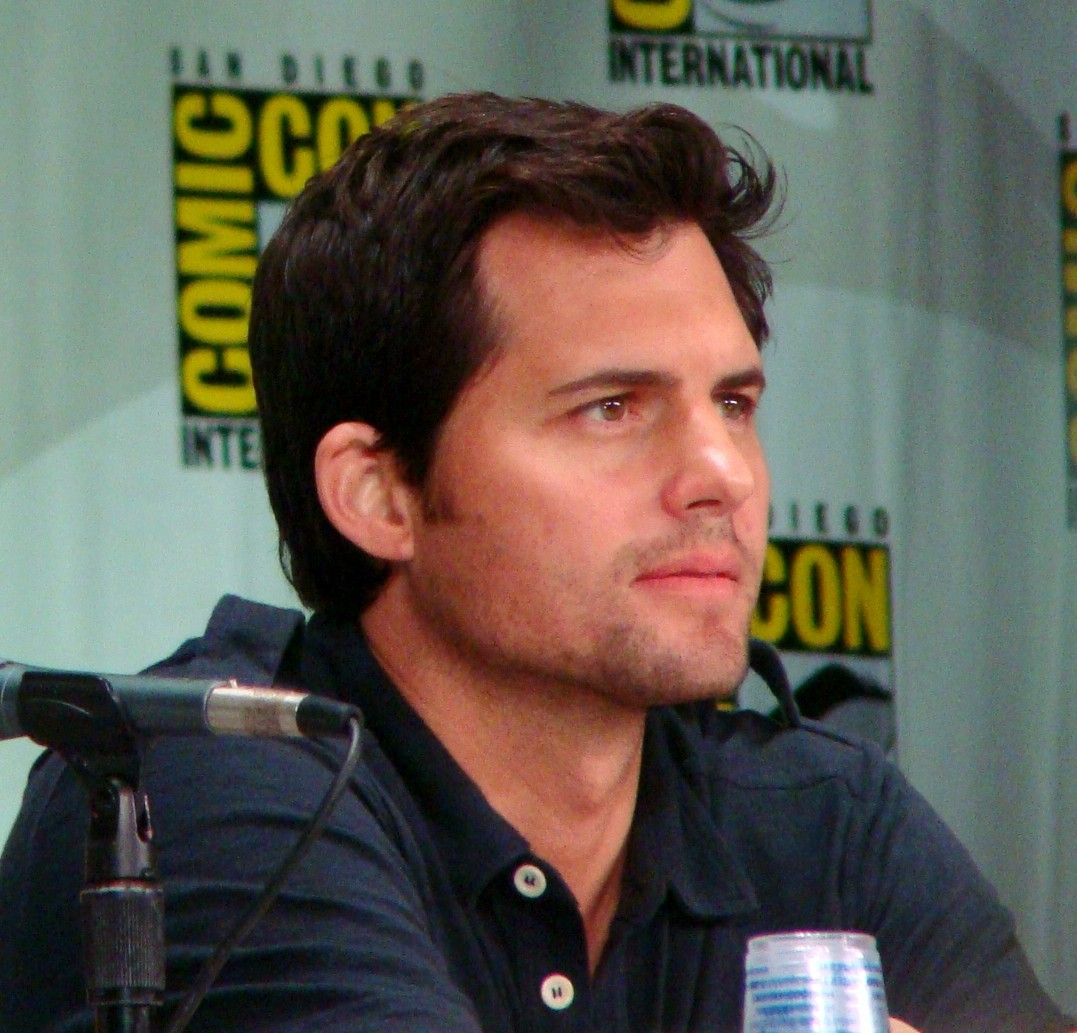
Kristoffer Polaha
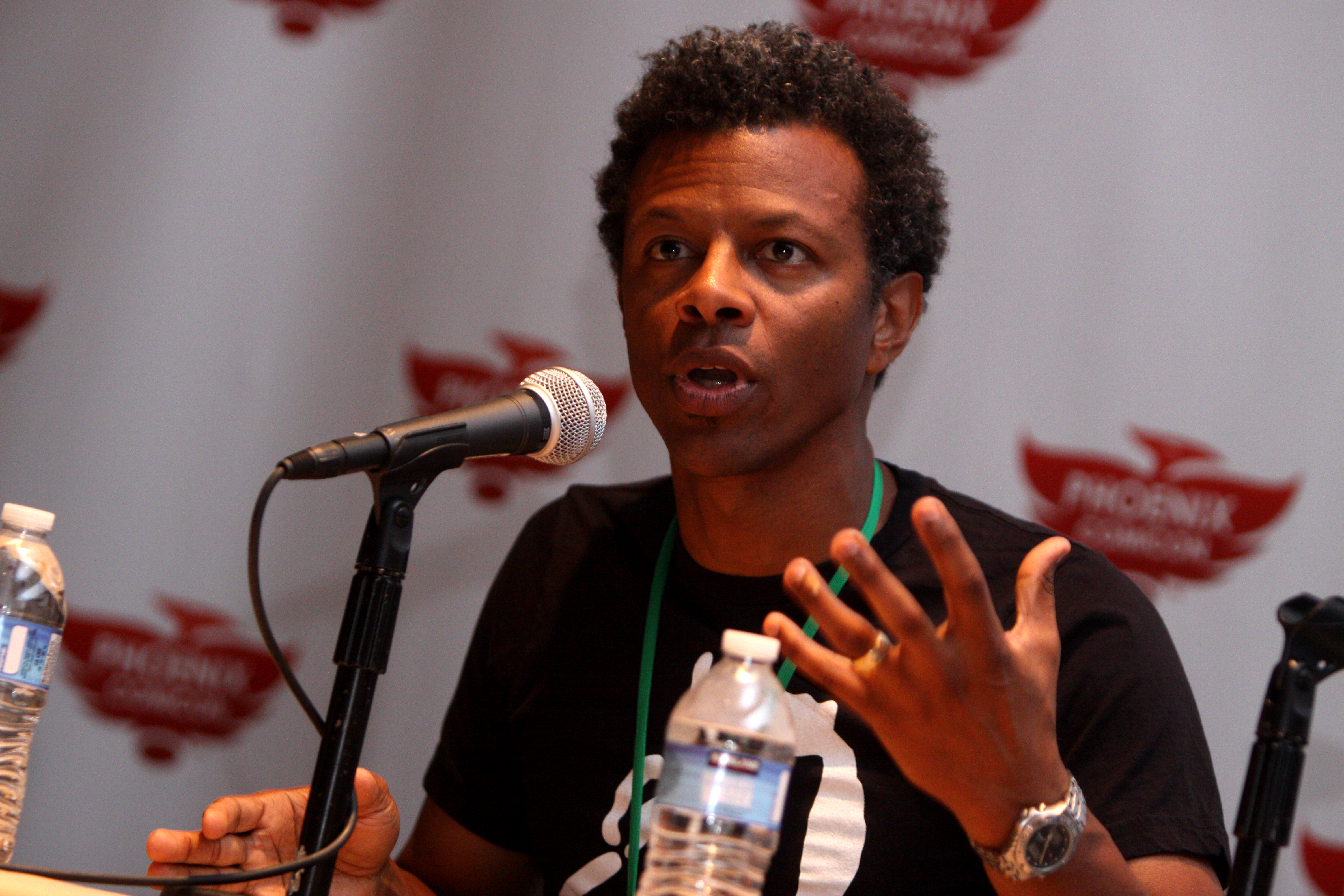
Phil LaMarr
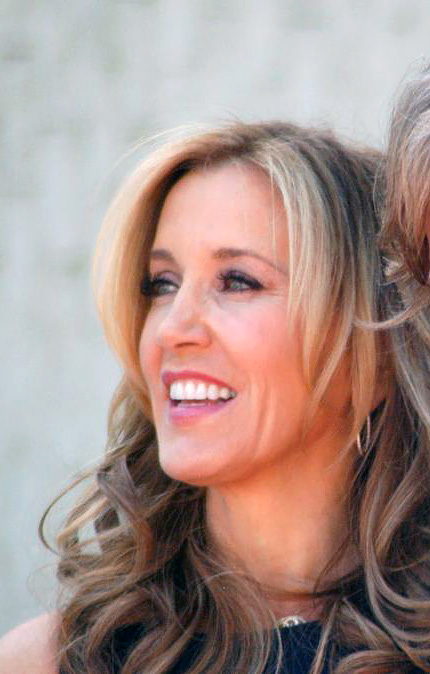
Felicity Huffman

### Personaggi secondari
- Dante, interpretato da Andy Brooks, doppiato da Luca Ghillino.
- Infermiera Pamela, interpretata da Danielle Pinnock, doppiata da Carmen Iovine.
- Kevin Moreweather, interpretato da Morgan Krantz, doppiato da Emanuele Ruzza.
- Risa, interpretata da Ava Del Cielo, doppiata da Manuela Lomeo.
- Aiutoregista, interpretata da Merritt C. Glover, doppiata da Stella Gasparri.
- Lindsay, interpretata da Tarrin Miller, doppiato da Serena Ventrella.
- Trey Schitty, interpretato da Omar Leyva, doppiato da Gabriele Lopez.
- Jim, interpretato da Brad Carter, doppiato da Riccardo Scarafoni.
- Agente Buchholz, interpretato da Cory Blevins, doppiato da Fabrizio Dolce.
- Emily, interpretato da Mia Barron, doppiato da Irene Di Valmo.
- Moises, interpretato da Darrell Britt-Gibson, doppiato da Dodo Versino.
- T. Ball, interpretato da T. Murph, doppiato da Fausto Tognini.

### Guest star
- Eugene (1x03), interpretato da Alan Arkin
- Julian Pynter (1x05), interpretato da Jim Piddock
- Bob Grace (1x07), interpretato da Dean Norris
- Giustino Moreweather (1x09), interpretato da Peter Bogdanovich

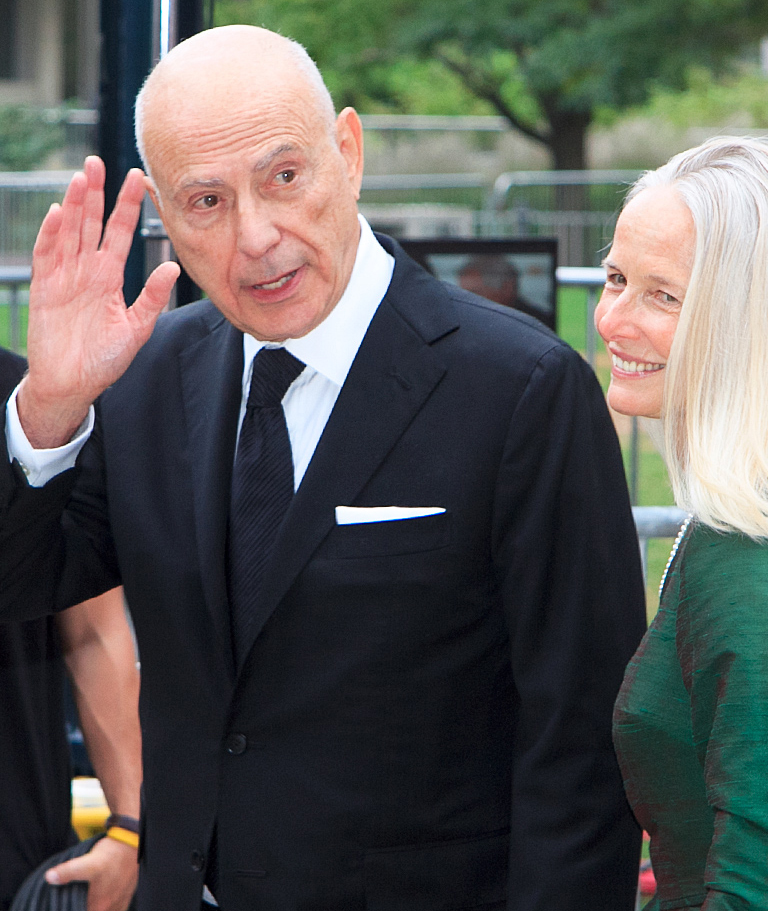
Alan Arkin
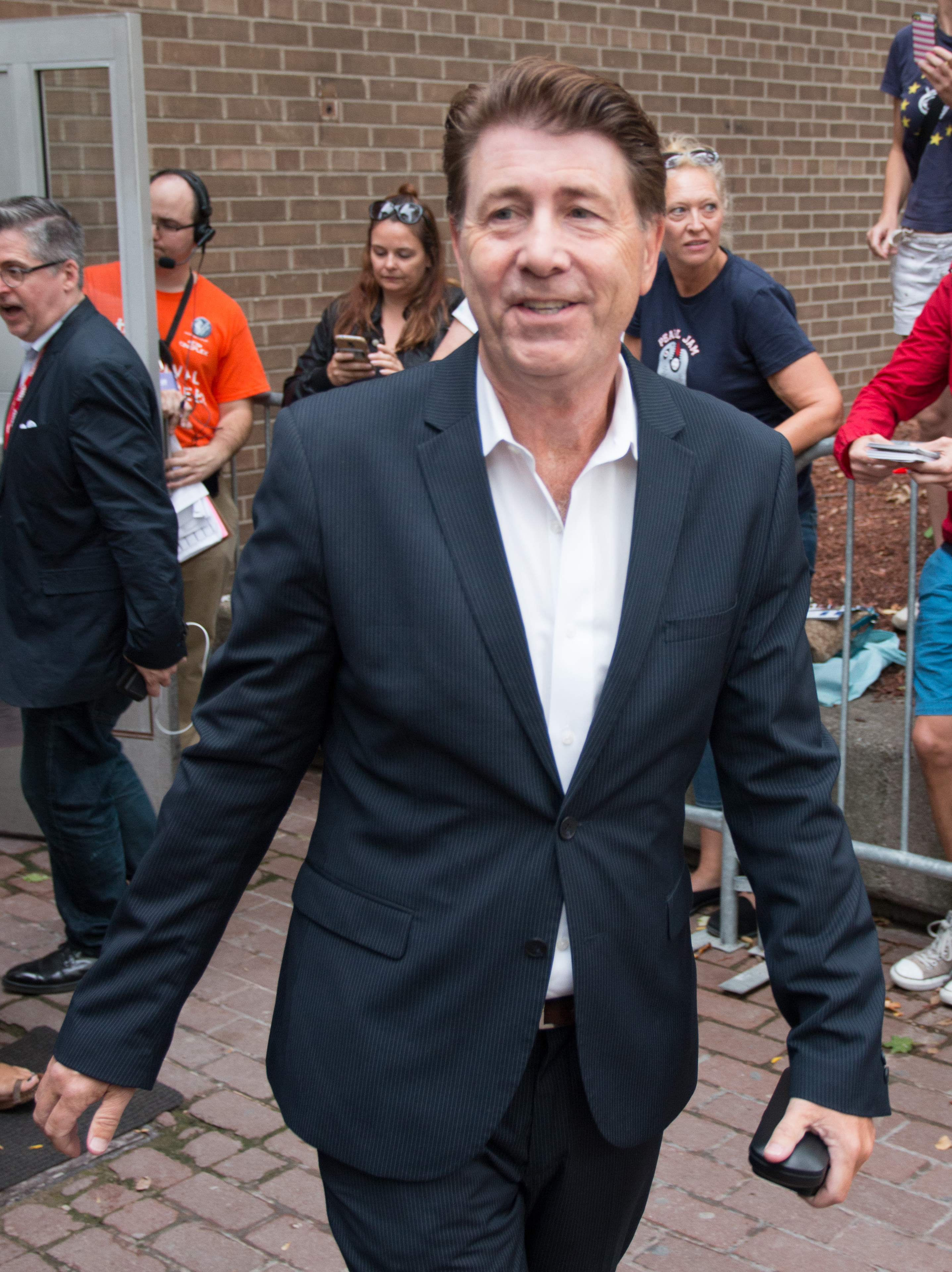
Jim Piddock
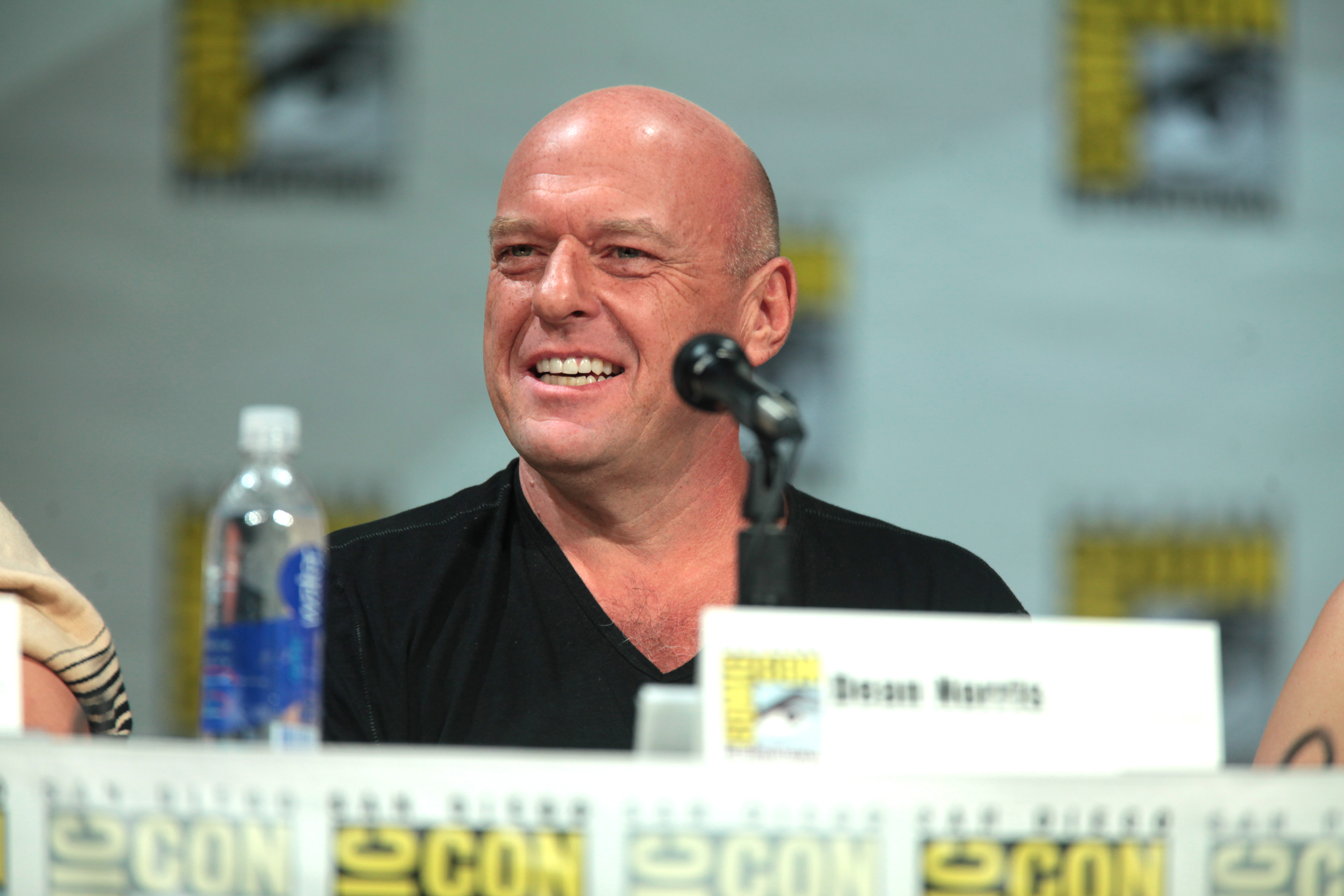
Dean Norris
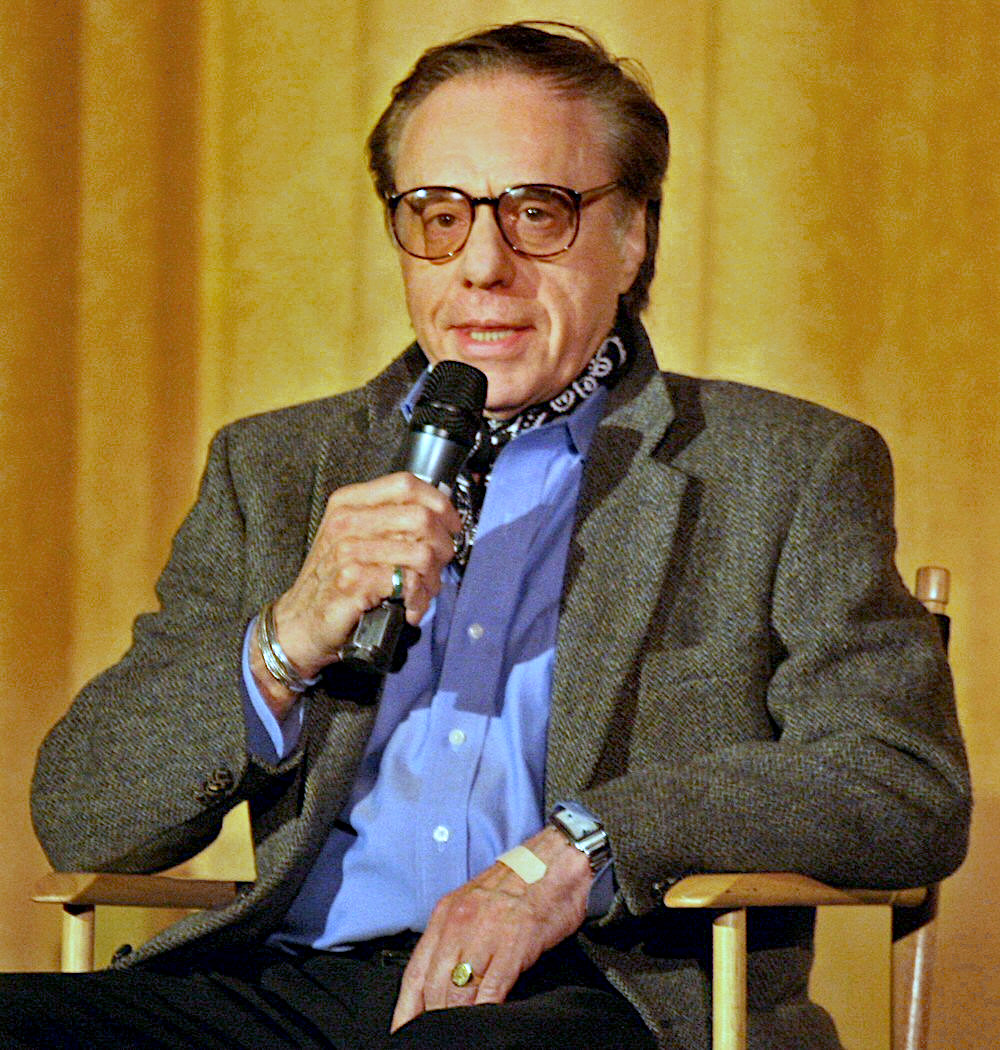
Peter Bogdanovich

## Accoglienza
La serie è stata accolta positivamente dalla critica. Sull'aggregatore di recensioni Rotten Tomatoes ha un indice di gradimento del 75% con un voto medio di 7,24 su 10, basato su 24 recensioni, mentre su Metacritic ha un punteggio di 71 su 100, basato su 19 recensioni.